# Creative destruction
Kreativ destruktion (engelsk: creative destruction) er et udtryk inden for økonomien introduceret i 1942 af nationaløkonomen Joseph Schumpeter for at beskrive at økonomisk vækst ikke kun betyder tilvækst af nye job, men samtidig at en række eksisterende job bliver overflødiggjorte og forsvinder. F.eks. medførte bilindustriens fremkomst at markedet for hestevogne forsvandt. Et mere nutidigt eksempel er at udbredelsen af pc'er medførte store tab af markedsandele for producenterne af mainframe-udstyr.
Fænomenet ses også i industrier med meget hurtig produktudvikling, hvor de dominerende aktører på markedet er nødsaget til kontinuerligt at forny og innovere deres produkter, uden hvilken firmaernes dominerende markedsposition ikke kan opretholdes, en proces som medfører høje udviklingsomkostninger. Et eksempel er Microsofts Windows, hvor firmaet ikke kan "nøjes" med at udbyde én udgave af Windows permanent, men er nødsaget til løbende at udvikle nye produktversioner med nye features. Hver gang dette sker, mister den tidligere produktudgave reelt sin værdi, så kun den nyeste produktversion har værdi.
Begrebet bruges i forskellige sammenhænge inden for økonomi, blandt andet i nyere (såkaldt endogen) vækstteori, der fokuserer på de økonomiske processer der fører til udviklingen af ny teknologi. Kreativ destruktion indebærer en negativ eksternalitet: Den privatøkonomiske værdi af at introducere et nyt produkt på markedet kan være større end den samfundsmæssige værdi fordi virksomheden bag det nye produkt ikke tager hensyn til at eksisterende produkter kan blive overflødiggjort som følge af den ny opfindelse.